# Legs 11
Legs 11 är ett demoalbum av The Libertines som spelades in 2000, innan deras första album Up The Bracket. Den har senare blivit populär som bootleg bland fans till bandet.

## Låtlista
1. "Music When the Lights Go Out"
2. "Hooray for the 21st Century"
3. "Love On the Dole"
4. "Bucket Shop"
5. "Sister Sister"
6. "Anything But Love"
7. "France"
8. "7 Deadly Frenchmen"